# Maria orans

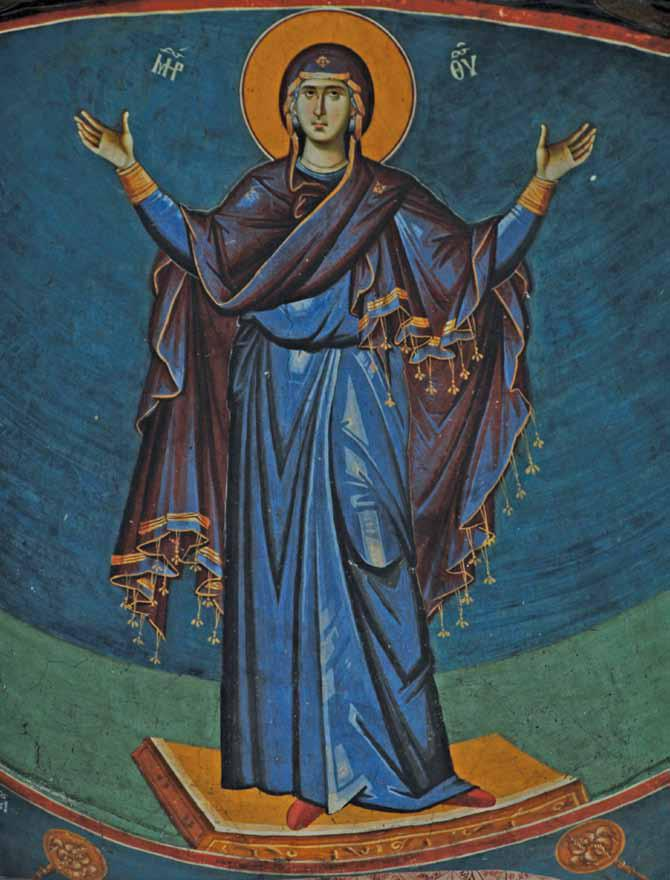
Fresko der Blacherniotissa in Orantenpose aus dem 13. Jahrhundert in der Theotokos Peribleptos Kirche in Ohrid in Mazedonien

Das Motiv der Maria orans (lat. „betende Maria“), griech. Blacherniotissa (Βλαχερνιώτισσα) oder Blachernitissa (Βλαχερνίτισσα) ist in der christlichen Ikonenmalerei ein bestimmter Typus eines Marienbildes und geht ursprünglich auf drei Gnadenbilder in der Blachernenkirche im Stadtviertel Blachernai in Konstantinopel zurück.

## Ikonographie

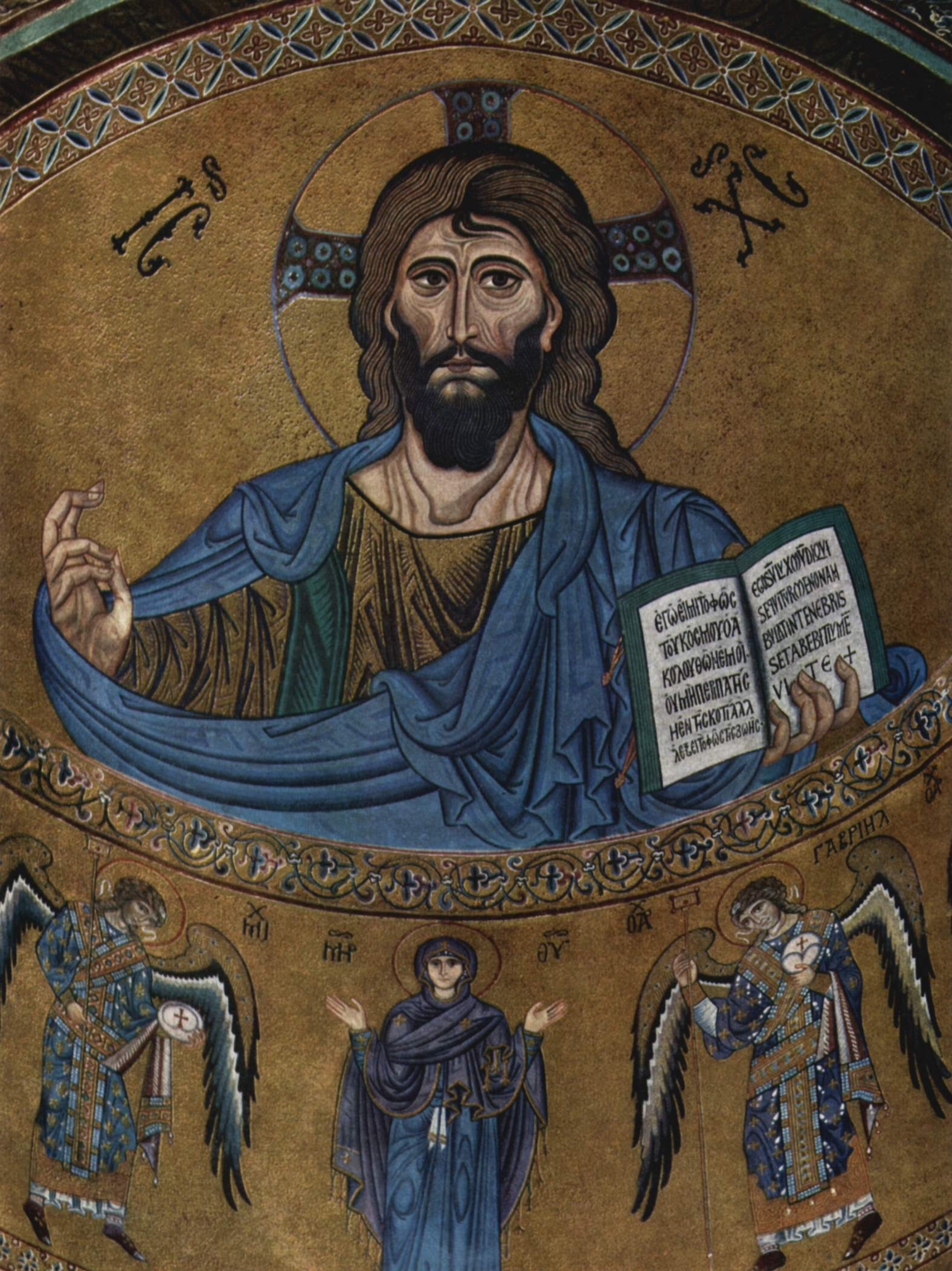
Christus Pantokrator, darunter Maria orans in der Kathedrale Santissimo Salvatore in Cefalù

Die Maria orans, Fürbitterin und Mittlerin der Gläubigen wird
- frontal stehend und mit seitlich erhobenen Armen betend (Orantenpose) ohne Jesuskind oder
- mit dem ganz- oder halbfigurigen Jesuskind in Form eines Brustmedaillons auf der Höhe des Bauches (Platytera von griechisch platys „weit, breit“) dargestellt.
- Eine weitere Form der Blacherniotissa ist die Darstellung Marias mit oder ohne Jesuskind, von Heiligen und Engeln flankiert (Panagia, griech. Παναγία „die Allerheiligste“).[1]

Nach den ikonoklastischen Wirren wird die Bildform der Maria orans zum selbständigen Typus, in spätbyzantinischer Zeit ist ihr Platz in der Apsis unter dem Pantokrator.

## Geschichte
Aelia Eudocia, Frau des oströmischen Kaisers Theodosius II., brachte 438/439 von ihrer Wallfahrt nach Jerusalem Reliquien nach Konstantinopel mit. Darunter sollen ein Gnadenbild, der Schleier (Maphorion) und der Gürtel (Zone) der Gottesmutter gewesen sein, die Aelia Eudocia später ihrer Schwägerin Aelia Pulcheria übersenden ließ.
Nach dem Tod von Theodosius II. im Jahr 450 ließ seine ältere Schwester Aelia Pulcheria in verschiedenen Ortsteilen von Konstantinopel drei der Gottesmutter gewidmete Kirchen bauen. Die dritte Kirche, die Blachernenkirche, ließ die Kaiserin Aelia Pulcheria 452 an der Landmauer zum Goldenen Horn, einem im Norden für die Verteidigung der Stadt wichtigen Punkt im Stadtviertel Blachernai bauen, um das Kleid Marias und ihre Tücher, die man nach ihrer Entschlafung im leeren Grab fand, aufzubewahren und zu verehren. In der Kirche befanden sich auch eine Hodegetria und eine Deesis, die, weil in der Blachernenkirche vorhanden, den Beinamen Blacherniotissa erhielten.
Die Kirche brannte 1433 nieder und die Ikone Maria orans, die als ursprünglicher Prototyp galt, wurde dabei zerstört.

## Die Verbreitung der Ikone
Außerhalb von Konstantinopel, insbesondere nördlich der Alpen, ist der Orans-Typus selten geblieben. Der ikonografische Typus der Maria orans ist sehr alt und ist bereits in den frühesten Darstellungen der Katakomben in Rom schon ab der Mitte des 3. Jahrhunderts zu finden.
In den Priscilla-Katakomben im „Cubicolo della Velata“ (Grabkammer der Verschleierten) findet man eine Frau in Orantenpose.
In der Basilika Sant’Agnese fuori le mura findet man eine Marmorplatte aus dem 4. Jahrhundert, auf der die Heilige Agnes in Orantenhaltung dargestellt ist.
Im 12. Jahrhundert verbreitete sich das Bild der Mutter Gottes Blacherniotissa in Kyjiw und später in Jaroslawl.

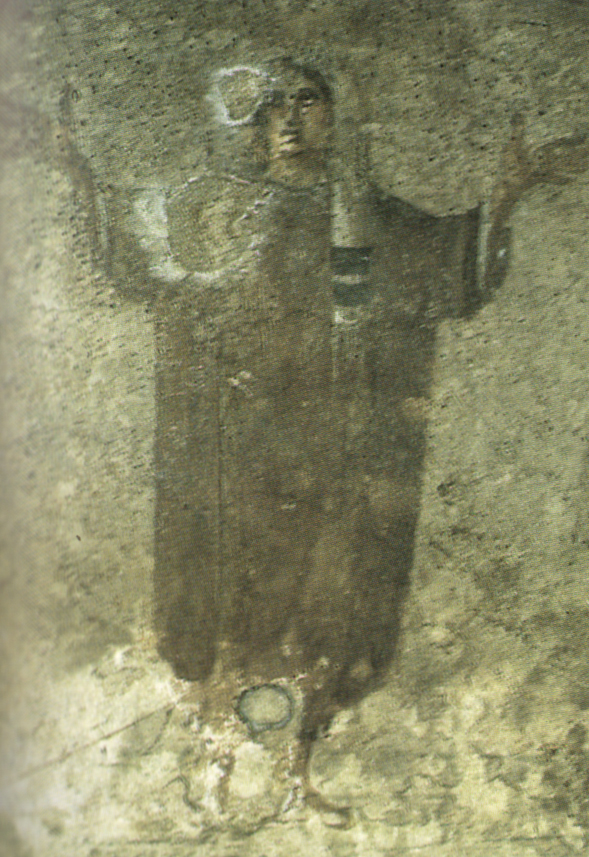
Cubicolo della Velata, Frau in Orantenpose, 3. Jahrhundert
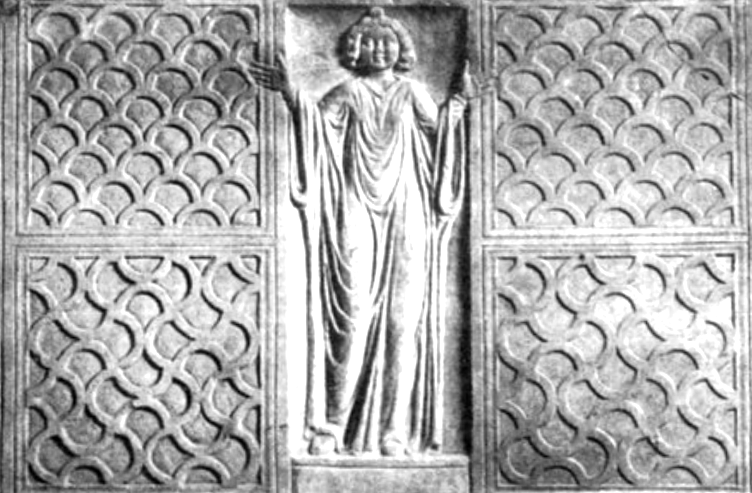
Marmorplatte des Grabe der Heiligen Agnes in Orantenpose, 4. Jahrhundert
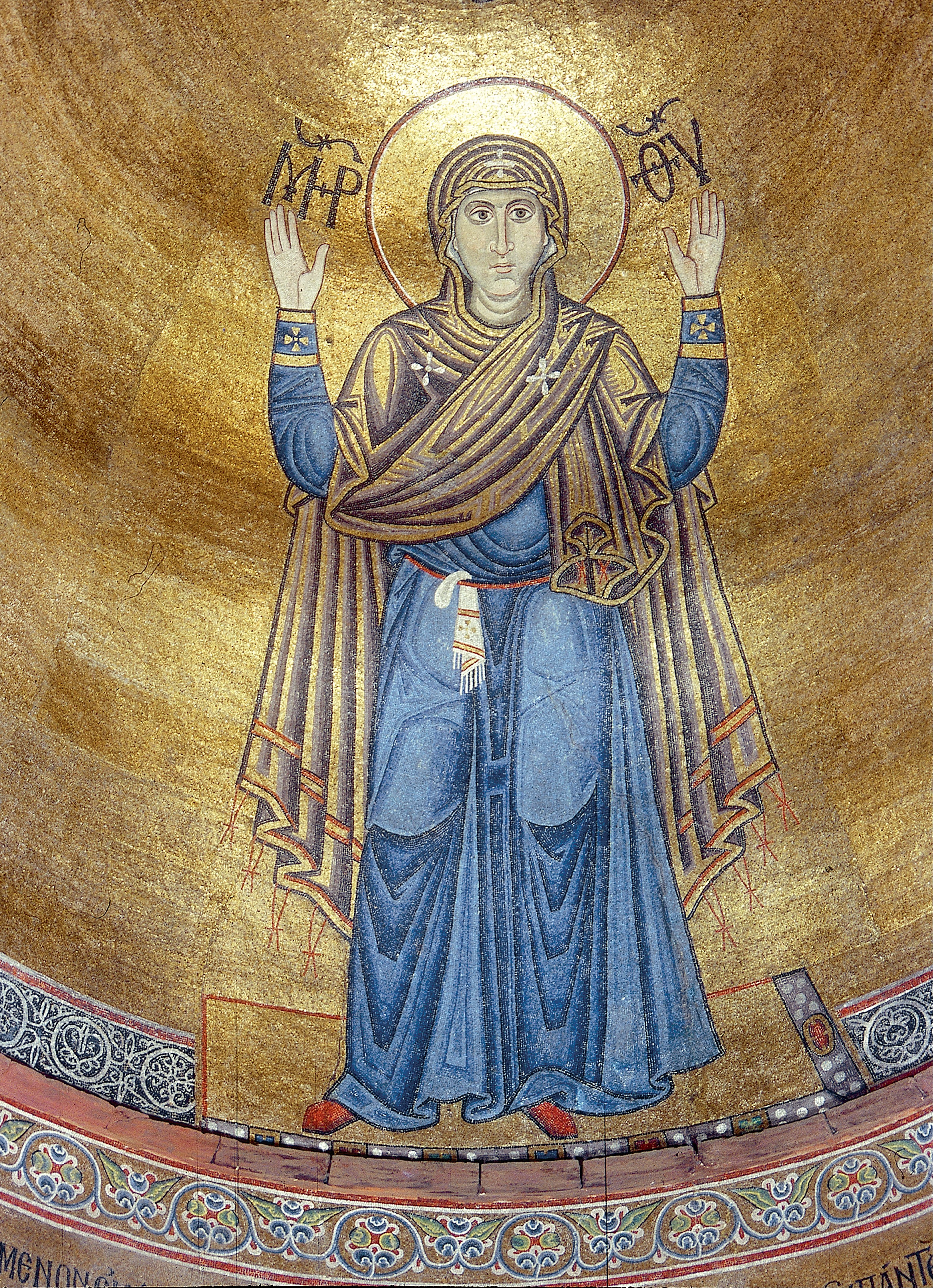
Maria orans in der Sophienkathedrale in Kyjiw

Im 19. Jahrhundert entstand die Trierer Mariensäule in Gestalt der Maria orans.